# Stade Centenario (Armenia)
Pour le stade uruguayen du même nom ayant accueilli la coupe du monde de football de 1930, voir Stade Centenario.
Le stade Centenario est un stade multifonction situé à Armenia, en Colombie. Il est actuellement utilisé principalement pour des matchs de football. 
Le Corporación Deportes Quindío y joue ses matchs à domicile. Il a une capacité de 29 000 places et fut construit en 1988.